# Blas Morte Sodornil
Blas Morte Sodornil (Tudela, 3 de febrero de 1849 - 10 de diciembre de 1921) fue un empresario español, alto funcionario del gobierno regional navarro y político carlista. Fue conocido principalmente como vicepresidente (presidente en funciones de facto) de la Diputación Foral, el institución de gobierno regional de Navarra, ocupando el cargo durante dos mandatos sucesivos entre 1913 y 1917. A principios de la década de 1920 encabezó la organización regional carlista en Navarra y a punto estuvo de ser nombrado líder nacional del partido. En los negocios pasó de ser propietario de un pequeño taller de albañilería a empresario con conexiones internacionales, activo en la industria de la construcción, la madera, el comercio, el azúcar y la agricultura.

## Familia y juventud

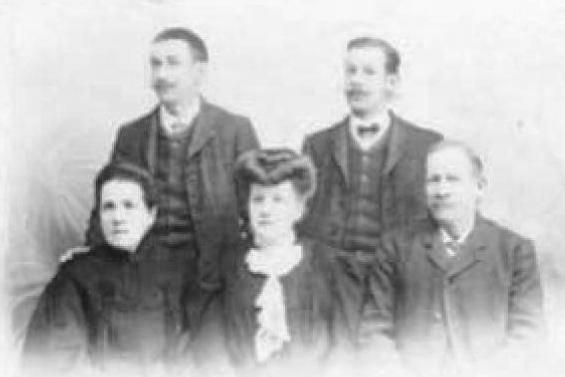
Blas Morte con su esposa e hijos

No hay datos precisos sobre los antecedentes familiares navarros de los Morte y se desconocen los antepasados lejanos de Blas, aunque se cree que durante generaciones han formado parte de la clase trabajadora rural de la comarca de la Ribera. Su padre, Antonio Morte Burgaleta, era natural de Tudela y se ganaba la vida como estañero y en ocasiones como alpargatero. Durante la Primera Guerra Carlista se presentó voluntario a las tropas legitimistas sirviendo en el Tercer Batallón de Navarra, llamado ya entonces Requeté. En fecha indeterminada contrajo matrimonio con Miguela Sodornil Iturre, también natural de Tudela; nada más se sabe acerca de ella y de su familia, salvo que al igual que los Morte, era de condición social humilde. La pareja tuvo al menos dos hijos, de los cuales nació Blas como el mayor.
En 1873 Blas se presentó voluntario a las tropas legitimistas durante la tercera guerra carlista y sirvió en la 4. Compañía del Primer Batallón de Navarra. Participó en la mayoría de las acciones bélicas clave de la guerra de Navarra, como las batallas de Eraúl, Udabe, Montejurra (1873), Somorrostro, San Pedro Abárzuza (1874), el sitio de Irún y la batalla de Lácar (1875). Apreciado por los superiores, fue ascendido primero a cabo y luego a sargento; a pesar de su falta de educación, finalmente ascendió a teniente. Durante la batalla de Lácar recibió personalmente órdenes de Carlos VII a la hora de disponer la artillería carlista en los puestos de tiro. Hasta el cese de las hostilidades estuvo al mando de la 4a Compañía. Tras el fin de la guerra entregó su documentación de la unidad mantenida en perfecto orden, con todos los detalles de la guerra meticulosamente registrados; ahora sirve como fuente historiográfica. A Blas Morte se le ofreció alistarse en las tropas liberales, propuesta que rechazó al considerarla como una traición a sus ideales. Regresó a casa solo con una boina y un cuaderno de sellos de unidades militares carlistas.
Es poco probable que Blas recibiera una educación más allá del nivel básico primario, y desde su adolescencia en la década de 1860 comenzó a ejercer como aprendiz de albañilería. En 1876 contrajo matrimonio con Gregoria Celayeta Palacios (1846-?), hija de un indiano que volvió de Cuba, pero que era originario de la comarca navarra de Bértiz-Arana. La pareja tuvo 3 hijos, Luis, Víctor y Asunción Morte Celayeta; todos eran también activos carlistas y en 1936 Víctor representó a Tudela en la ejecutiva bélica carlista navarra. Sus nietos Blas, José y Javier Morte Francés sirvieron de requetés; Blas reconoció a Juan de Borbón como rey carlista en 1957, se desempeñó como consejero foral y cofundó Alianza Foral en la década de 1970; Javier fue presidente de honor de CTC en la década de 1990. Bisnietos de la familia Abascal Morte son activos en la industria de los medios; entre los descendientes de la familia Guelbenzu Morte, (Pilar Morte Francés se casó con Julio Guelbenzu), Ignacio es pintor, mientras que Víctor José y Ricardo son reconocidos empresarios vitivinícolas y autores.

## Carrera como emprendedor y empresario

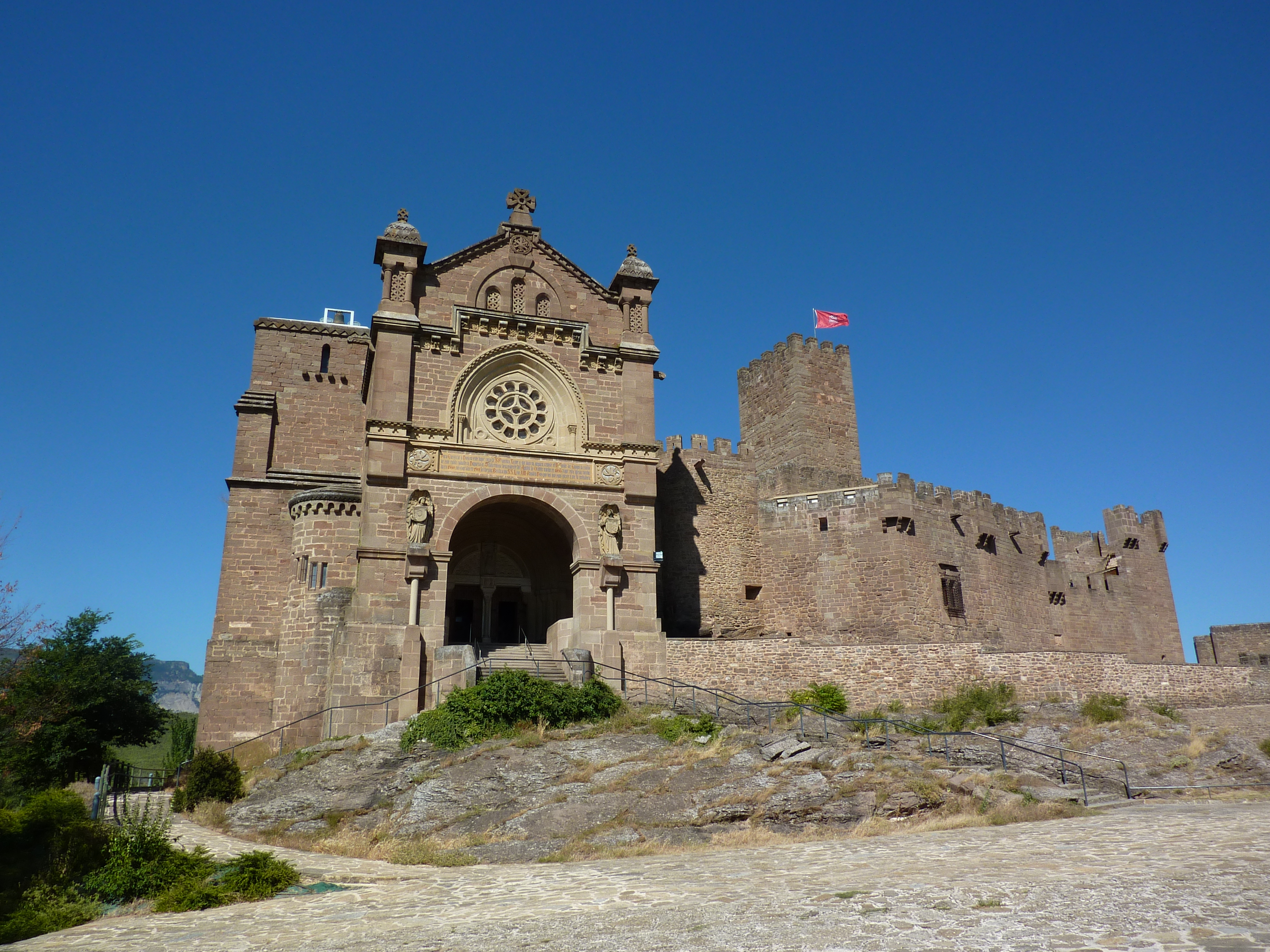
Basílica y Castiillo de Javier

Una de las obras más relevantes que acometió fue la construcción del Colegio de San Francisco Javier (Tudela) entre 1888-1891. Poco antes, en 1882, junto al arquitecto Ángel Goicoechea Lizarraga, había intervenido en las reformas del pórtico de la Iglesia de San Nicolás (Pamplona) con quien vuelve a colaborar en las obras de Javier.
La Basílica de Javier resultó ser el último de los grandes proyectos de construcción de Morte empleando cinco años en su realización. A finales del siglo XIX trató de diversificar sus actividades comerciales. En la década de 1890 compró unas fincas en Tudela y luego las alquiló a empresas vitivinícolas francesas. Mientras los viñedos franceses sufrían la plaga de la filoxera, las instalaciones de Tudela sirvieron como centros de almacenamiento y expedición para las exportaciones de vino a Francia desde España. En 1903 Morte abrió en Tudela un aserradero, que procesaba la madera traída en almadías por los ríos pirenaicos; se convirtió en una empresa importante y con el tiempo ofreció hasta 12 tipos de madera. Después de su muerte, se reformuló como Sociedad Colonial de Guinea y se centró en la madera importada de la Guinea española. En 1912 Morte inició la construcción de una ingenio azucarero en Zaragoza; tras la pérdida de Cuba se interrumpieron las tradicionales entregas de azúcar desde aquella isla, y se comenzó la elaboración propia sobre la remolacha de azúcar cultivada en el valle del Ebro observando cómo la Azucarera de Luceni resultaba enormemente rentable. Finalmente, en 1917 los Morte y sus socios comerciales arrendaron unas 1.700 ha de tierras agrícolas y crearon Agrícola Sancho Abarca, otra empresa de gran éxito. Antes de morir Morte fue un importante empresario navarro con vinculación internacional, que en menos de 40 años prosperó desde un pequeño taller de cantería a un conglomerado empresarial diversificado que actuó como un motor industrial comarcal.

## Trayectoria como político carlista
Durante los casi 20 años posteriores a sus gestas militares durante la guerra civil, Morte no se registró como particularmente activo dentro del carlismo, que en la década de 1880 sufría la crisis y la fragmentación de la posguerra. Reanudó la actividad a principios de la década de 1890; en 1894 compró un solar céntrico en Tudela donde construyó un edificio y lo alquiló al Círculo Carlista Tudelano, organización que él mismo animó. El local se convirtió en la sede local carlista, que funcionaría hasta la década de 1970. A principios del siglo XX agrupaba a unos 300 miembros de origen social en su mayoría humilde; durante los años de crisis, por ejemplo, cuando las autoridades lo suspendieron, funcionó como una cafetería regular hasta que fue posible volver a su estado original.

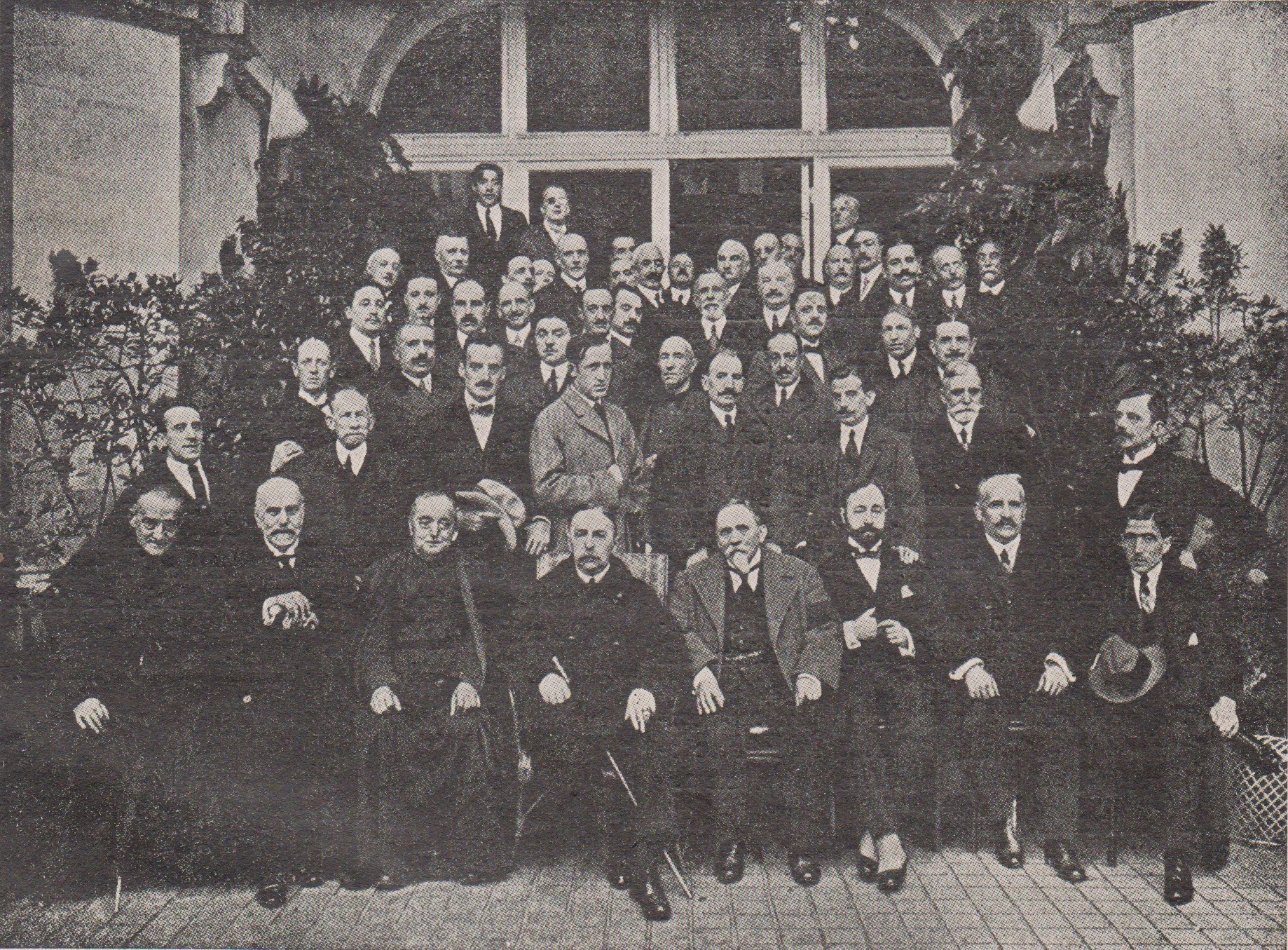
Junta de Biarritz (Morte en primera fila, segundo por la derecha)

También se convirtió en una personalidad clave del partido en la ciudad y la merindad de Tudela; además de cofundar Juventud Carlista y desempeñarse como su “socio protector” también fue presidente de la organización del partido carlista de la merindad. En 1897 Morte ingresó en la Junta Regional de Navarra, la ejecutiva del partido carlista navarro.
En 1897 Morte cofundó El Pensamiento Navarro, diario que hasta la década de 1980 fue el órgano de comunicación del partido en la región. Permaneció en el Consejo de administración de sus sociedades, cargo que luego cedió a sus hijos; hasta su desaparición el diario estuvo controlado mayoritariamente por las familias Baleztena y Morte. En sus compromisos con el partido navarro, Morte tendía a centrarse en la merindad de Tudela, por ejemplo, apoyando u organizando campañas electorales carlistas. Durante las elecciones a las Cortes de 1907 y 1910 consiguió poner fin a la racha de triunfos liberales y asegurar el éxito de los candidatos tradicionalistas; luego el distrito cayó bajo el dominio conservador.
El conflicto entre el teórico del partido Vázquez de Mella y el pretendiente legitimista Don Jaime produjo una gran ruptura dentro del carlismo y, a finales de la década de 1910, la membresía del círculo de Tudela tuvo un 50% de deserciones de los mellistas que se organizaron aparte en el Sindicato Agrícola Tudelano creado ad hoc. Morte permaneció totalmente leal a su rey. Dado que líderes navarros como Cesáreo Sanz Escartín se decantaron por los escindidos, se perfiló como uno de los políticos autonómicos más prestigiosos que apostaron por don Jaime, aunque por el momento la dirección del partido navarro recayó en Ignacio Baleztena. A fines de 1919, Morte viajó a Biarritz para participar en una gran asamblea del partido conocida como Magna Junta de Biarritz, que supuestamente señalaría el camino a seguir. Tiempo después ascendió a Jefe Regional de Navarra y Rioja, cargo que ocuparía hasta su muerte. Su liderazgo carlista en la región fue clave en España y elevó a Morte a la élite de los políticos carlistas de la época. Algunas fuentes afirman que cuando el líder nacional del partido, Luis Hernando de Larramendi, renunció a mediados de 1921, Don Jaime estaba pensando muy seriamente en pedirle a Morte que lo reemplazara. Sin embargo, el pretendiente sospechó que, por su edad y mala salud, Morte no aceptaría la nominación; finalmente el puesto recayó en José Selva Mergelina, marqués de Villores.

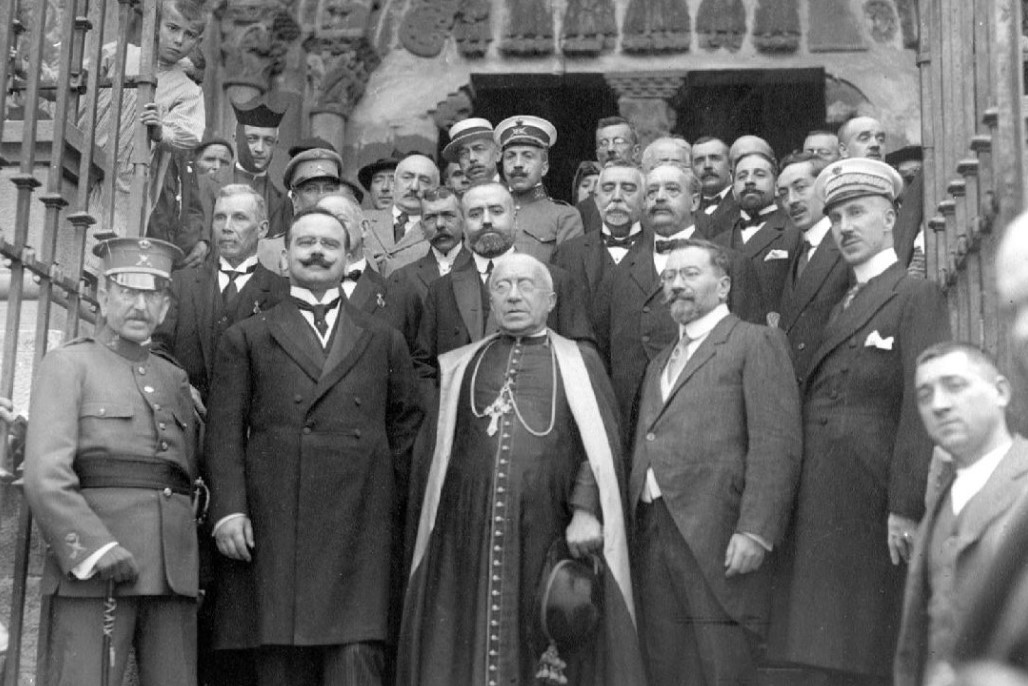
Morte como representante de la Diputación en un acto navarro, 1915

## El autogobierno de la Diputación Foral
En la década de 1890 Morte fue elegido por primera vez como concejal para el Ayuntamiento de Tudela; en numerosas elecciones sucesivas fue confirmando su candidatura, a veces como el candidato más votado. En una merindad cada vez más izquierdista y anticarlista consiguió una posición política muy estable y su mandato como concejal en el ayuntamiento se prolongó durante más de 30 años. Sin embargo, nunca llegó a ser alcalde, aunque periódicamente ocupaba el cargo de teniente de alcalde, el diputado. Aunque participó en campañas electorales a las Cortes, nunca se ha presentado personalmente a las Cortes.

En 1913, Morte fue elegido para un período ordinario de 2 años para la Diputación Foral de Navarra, institución del gobierno regional con gran autonomía fiscal y económica. El cargo de su presidente lo ocupaba por definición el gobernador civil ; Morte se convirtió en vicepresidente por ser el diputado foral de mayor edad. Su ascenso de cantero apenas alfabetizado a titular del puesto más alto disponible en Navarra marcó el avance personal de Morte y fue una especie de logro excepcional. Tras el primer mandato, por la total dominación carlista se llamaba la “Diputación Carlista”, en 1915 consiguió confirmar su cargo en otra campaña electoral; en total, el mandato de Morte duró 4 años hasta 1917. Cooperó con 4 gobernadores civiles y, a mediados de la década de 1910, seguía siendo quizás el político más influyente de Navarra. No está claro si en 1917 decidió no presentarse a la renovación de su candidatura o si fue derrotado en sucesivas campañas electorales.

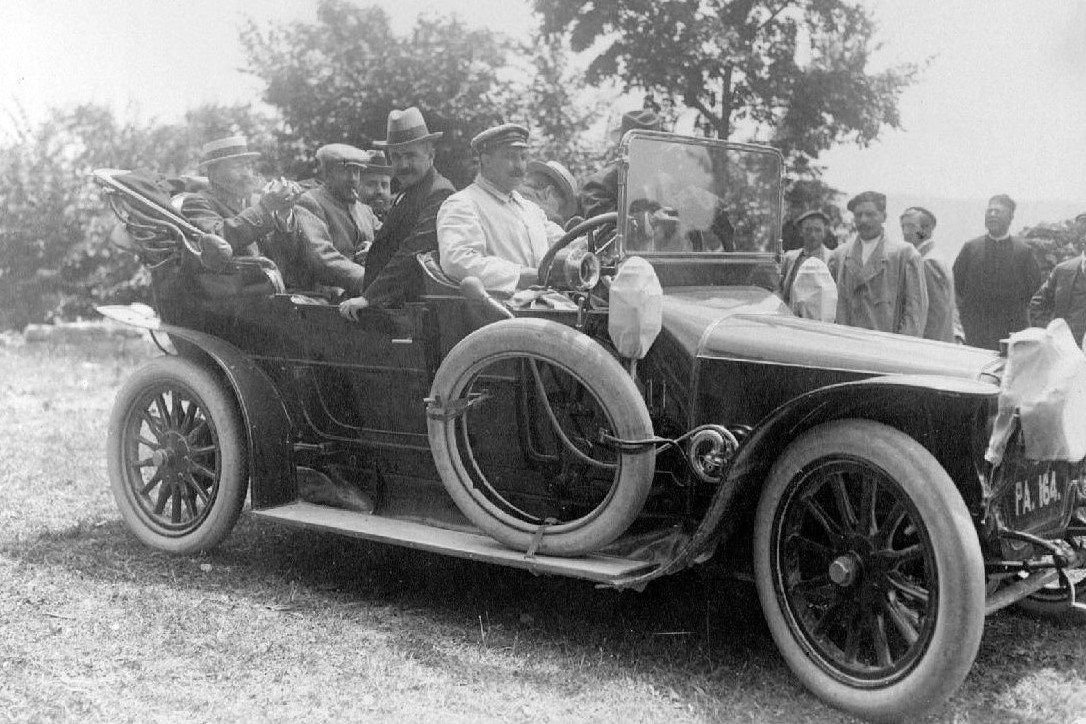
Morte con de Mella, 1915

Morte no es conocido por iniciativas personales específicas y permaneció involucrado en el trabajo administrativo regular y rutinario de la diputación. La empresa más duradera decidida durante su mandato fue la construcción del Canal de Lodosa, una vía fluvial de 130 km de longitud que discurría paralela al río Ebro. El proyecto era polivalente. Su principal objetivo era el regadío de las tierras situadas en la margen derecha del río, situadas parcialmente en Navarra y parcialmente en La Rioja. También se suponía que facilitaría la navegación durante todo el año y eliminaría los problemas relacionados con las operaciones en el laberíntico cauce del río Ebro. Sin embargo, Morte atrajo algunas críticas ya que sus oponentes afirmaron que se benefició electoralmente del proyecto.
En 1917 Morte estuvo entre los coautores de la moción que produjo la dedicación formal y oficial de la Diputación Foral al Sagrado Corazón de Jesús; Como el período estuvo marcado por un creciente laicismo y violencia antirreligiosa, el acto se destacó como manifestación del conservadurismo religioso imperante en Navarra. El mismo año Morte inició la moción que finalmente produjo la convocatoria de la llamada reintegración foral, dirigida al gobierno central de Madrid. El autogobierno exigió la restauración de los tradicionales establecimientos jurídicos históricos, suprimidos a lo largo del siglo XIX como parte del proceso de homogeneización. Hoy en día, esta moción es vista por algunos estudiosos como un paso hacia la reivindicación de los derechos vascos tradicionales,
plasmados en normas provinciales separadas.